# Gustav Grohe
Gustav Grohe (ca. 1829 – Berlijn, 13 oktober 1906) was een Duits graveur, ciseleur en beeldhouwer. Hij wordt ook vermeld als Gustaf Grohe en Gust. Grohe. 

## Leven en werk
Grohe had een bronswarenfabriek en galvanoplastische instelling aan de Adalbertstraße in Berlijn. Hij nam onder andere deel aan tentoonstellingen van de Verein Berliner Künstler in 1869, waar zijn duurste stuk een kandelaber van 300 thaler was, en 1891, en een vakbeurs in 1879.
Hij heeft plaquettes gemaakt voor keizer Frans Jozef I van Oostenrijk. Ook medailles zijn hiervan nog in omloop. Verder maakte hij onder andere suikerdozen, bekers, (fruit)schalen en vazen.
Grohe overleed op 77-jarige leeftijd.